# 1018年
| 千纪： | 2千纪 |
| 世纪： | 10世纪 \| 11世纪 \| 12世纪                                                                                 |
| 年代： | 980年代 \| 990年代 \| 1000年代 \| 1010年代 \| 1020年代 \| 1030年代 \| 1040年代                             |
| 年份： | 1013年 \| 1014年 \| 1015年 \| 1016年 \| 1017年 \| 1018年 \| 1019年 \| 1020年 \| 1021年 \| 1022年 \| 1023年 |
| 纪年： | 戊午年（马年）；契丹開泰七年；北宋天禧二年；大理明启九年；越南順天九年；日本寬仁二年                       |

## 大事记
- 壽春郡王兼中書令趙受益進封昇王。同年九月，被立為皇太子，賜名趙禎。
- 遼國派蕭排押率10萬大軍第四次為江東六城入侵高麗，最終被姜邯贊擊敗，幾乎全軍覆沒。
- 倫巴底人雇傭諾曼人做為傭兵在義大利發起向東羅馬帝國的叛變，東羅馬帝國皇帝巴西爾二世派遣瓦蘭吉衛隊鎮壓倫巴第人的叛亂，並在坎尼戰役中取得了決定性勝利。
- 保加利亞第一帝國被拜占庭帝國巴西爾二世消滅。

## 出生
- 李常杰，越南李朝宦官、太尉（1105年去世，87岁）
- 文同，北宋画家（1079年去世，61岁）
- 呂公著（1018年－1089年），北宋大臣
- 高麗靖宗（1018年－1046年，38岁）；在位期間：1034年－1046年）姓王名亨，是高麗國的第10代君主。
- 拜占庭皇帝巴西尔二世， 被称为“保加利亚人的屠夫”，终于将保加利亚并入拜占廷，但允许其自治。自立国便与拜占廷作战、前后缠斗3个世纪的保加利亚第一帝国灭亡。